# 寻山街道
寻山街道，是中华人民共和国山東省威海市荣成市下辖的一个乡镇级行政单位。

## 行政区划
寻山街道下辖以下地区：
逍遥山社区、青鱼滩社区、天成社区、罗庄社区、城后村、蔡家庄村、嘉鱼汪村、菜园村、卢家村、寻山所村、北吴家村、牛口石村、清河村、夼子河村、前虎口村、后虎口村、西迎驾山村、东迎驾山村、莱沟庄村、石猴子村、青安屯村、西高家村、冷家村、赵家村、黄家楼村、大黄家村、小黄家村、竹村、西北山村、东北山村、褚家村、东龙家村、小桥村、亮甲沟村、福台山村、黄家庄村、墩西张家村和大水河村。